# Экспрессионизм (живопись)
Экспрессиони́зм (от лат. expressio, «выражение») — течение в европейской живописи эпохи модернизма, получившее наибольшее развитие в первые десятилетия XX века, преимущественно в Германии и Австрии. Экспрессионизм не столько стремится к воспроизведению действительности, сколько к выражению эмоционального состояния художника.
Своими предшественниками немецкие экспрессионисты считали постимпрессионистов, которые в конце XIX века, открывая новые экспрессивные возможности цвета и линии, перешли от воспроизведения действительности к выражению собственных субъективных состояний. Драматические полотна Винсента ван Гога, Эдварда Мунка и Джеймса Энсора при всей индивидуальности манер этих художников пронизаны зашкаливающими эмоциями восторга, негодования, ужаса.
Отдельные советские и современные российские искусствоведы называли предтечей экспрессионизма русского художника Николая Ге, особенно отмечая при этом его полотно 1894 года «Распятие» и целую серию эскизов к нему. Доктор искусствоведения Татьяна Карпова отмечала, что уже около двух десятков лет дискуссия идёт вокруг позднего творчества Ге как одного из истоков экспрессионизма в европейском искусстве. «Крик» Эдварда Мунка был создан в 1893 году, а «Распятие» Ге — в 1894. По словам Карповой, даже проживая в деревне, «Ге уже на исходе ХIХ столетия улавливал флюиды висевшей в воздухе тотальной тревоги» — будущей Первой мировой войны. Рисунок Николая Ге «Распятый Христос» (1892, Русский музей, Инв. Р-13269), на котором униженный Христос смотрит полными страдания глазами на мир, «лежащий во зле», она сравнивала с графикой Отто Дикса, вдохновлённой Первой мировой войной. Однако искусствовед напоминала, что имя Ге в Европе было известно мало.
В 1905 году немецкий экспрессионизм оформился в группу «Мост», которая бунтовала против поверхностного правдоподобия импрессионистов, стремясь вернуть немецкому искусству утраченные духовное измерение и разнообразие смыслов. В программе «Моста» было много общего с французским фовизмом. Пытаясь разработать упрощённый эстетический словарь с краткими, сокращёнными до самого существенного формами, члены «Моста» обращались к творчеству Грюневальда и Альтдорфера, а также к искусству народов Африки. В предвоенные годы к «Мосту» примкнули Эмиль Нольде, Макс Пехштейн, Отто Мюллер.
Банальность, уродливость и противоречия современной жизни порождали у экспрессионистов чувства раздражения, отвращения, тревоги и фрустрации, которые они передавали при помощи угловатых, искорёженных линий, быстрых и грубых мазков, кричащего колорита. Предпочтение отдавалось цветам предельно контрастным с тем, чтобы усилить воздействие на зрителя, не оставить его равнодушным. Малопримечательные, на первый взгляд, картины современной уличной жизни получали под кистью экспрессионистов бьющую через край эмоциональную окраску.
В 1910 году группа художников-экспрессионистов во главе с Пехштейном отделилась от Берлинского сецессиона и образовала Новый сецессион. В 1912 году в Мюнхене оформилась группа «Синий всадник», идеологом которой выступал Василий Кандинский. Насчёт отнесения «Синего всадника» к экспрессионизму среди специалистов нет единого мнения. Художники этого объединения слабо озабочены кризисным состоянием общества, их произведения менее эмоциональны. Лирические и абстрактные ноты образуют в их работах новую гармонию, в то время как искусство экспрессионизма по определению дисгармонично.

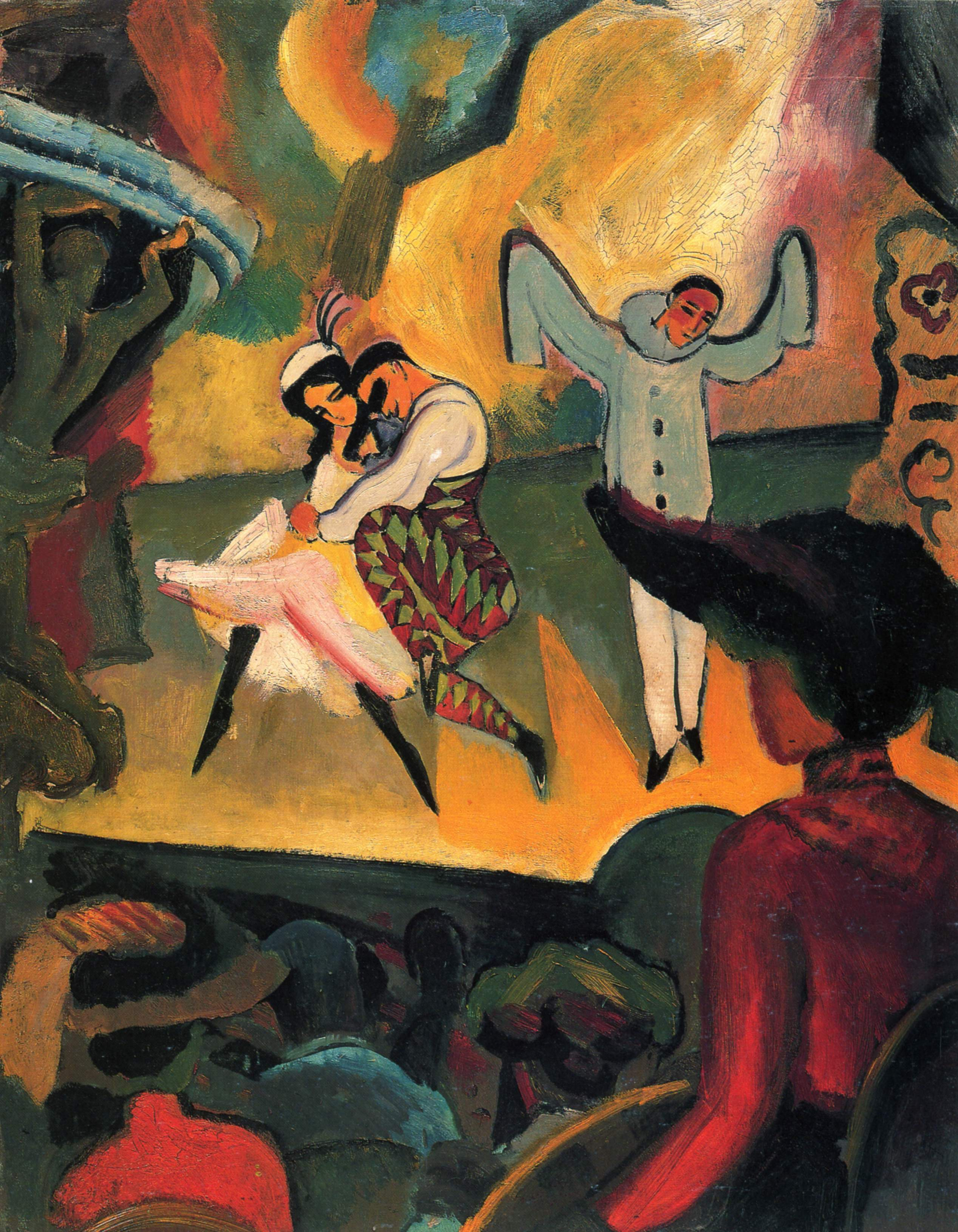
Август Макке. Русский балет I. 1912
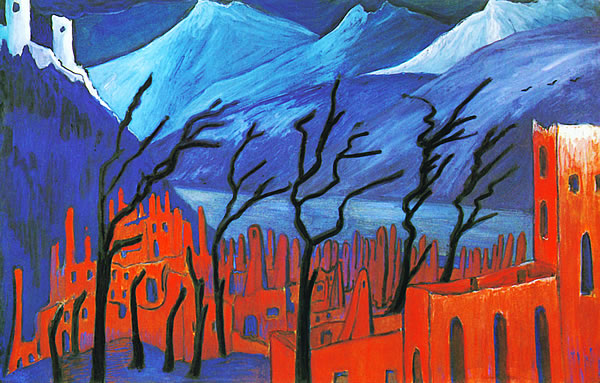
Марианна Верёвкина. Красный город. 1909
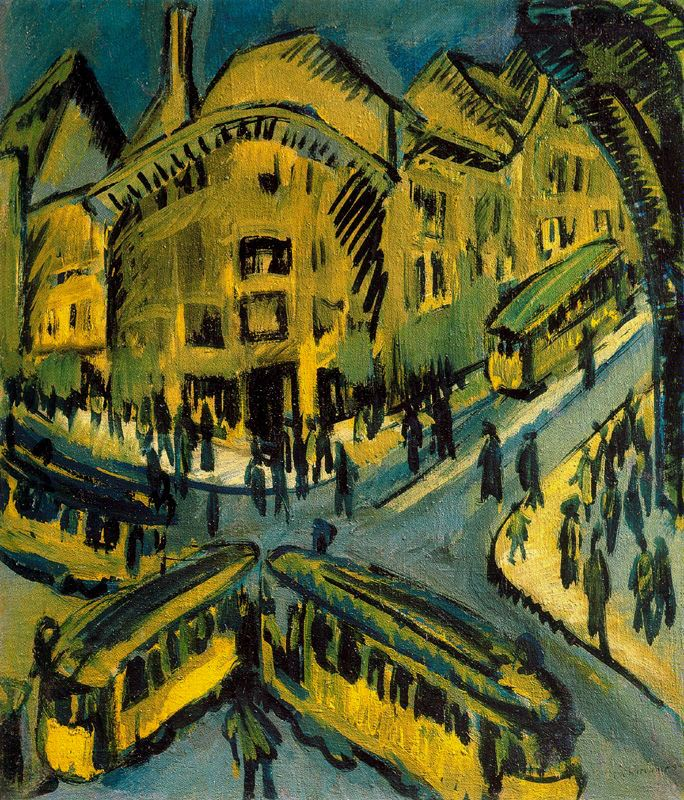
Эрнст Людвиг Кирхнер. Ноллендорфплац. 1912
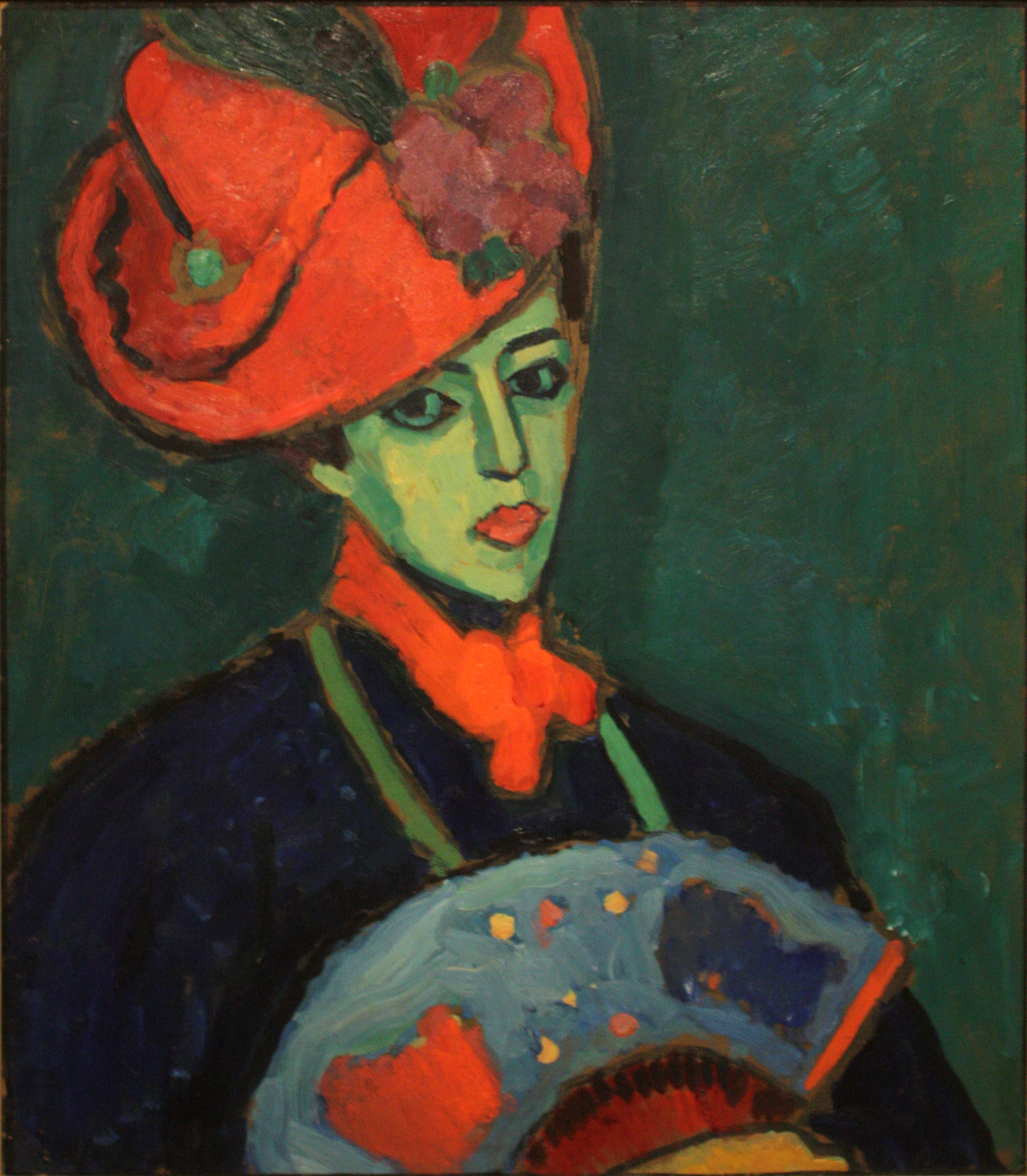
Алексей Явленский. Шокко в красной шляпе. 1909
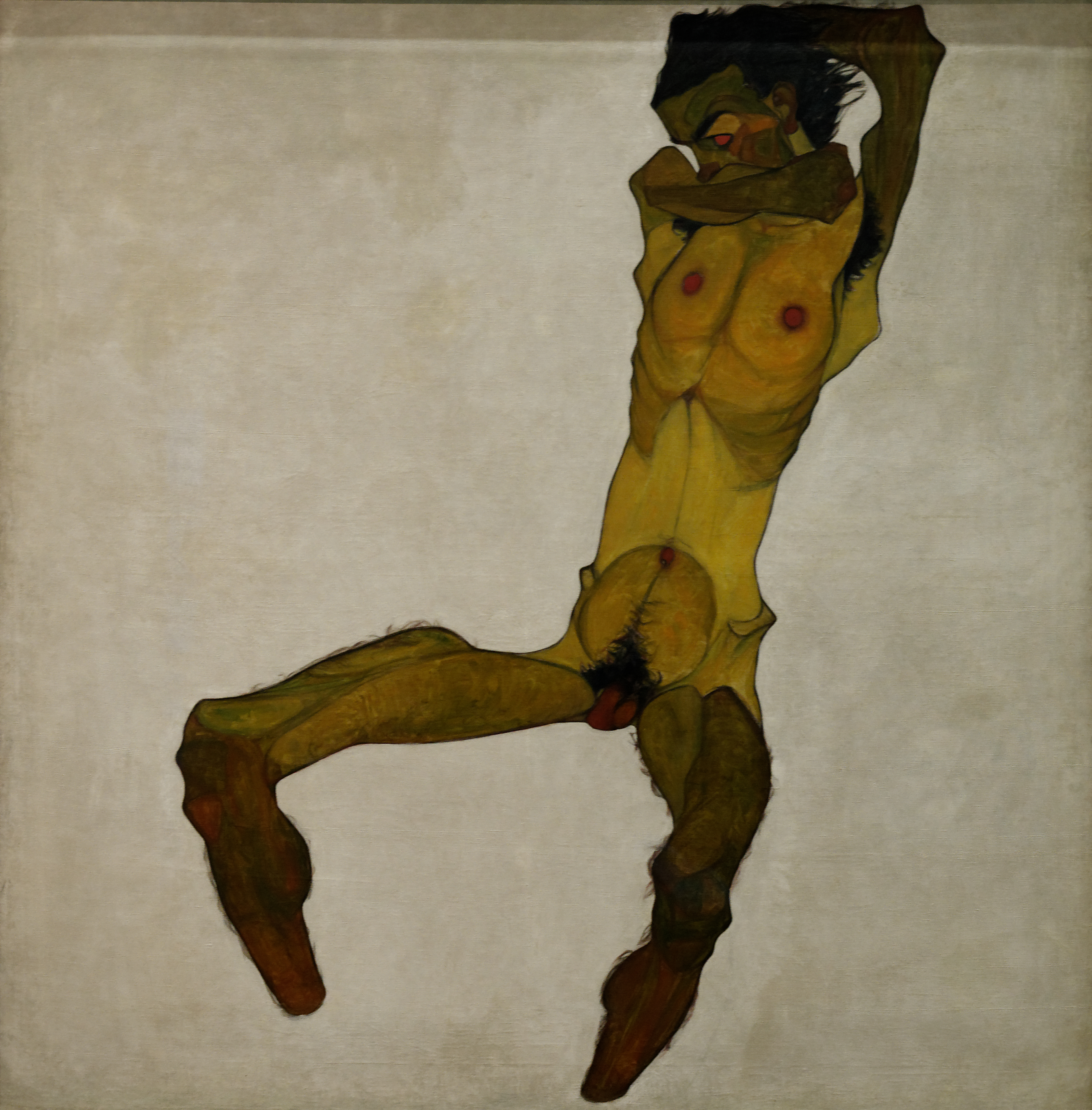
Эгон Шиле. Сидящий обнаженный мужчина (Автопортрет). 1910

Когда в Веймарской республике после 1924 года установилась относительная стабильность, невнятность идеалов экспрессионистов, их усложнённый язык, индивидуализм художественных манер, неспособность к конструктивной социальной критике привели к закату этого течения. С приходом к власти Гитлера в 1933 году экспрессионизм был объявлен «дегенеративным искусством», а его представители потеряли возможность выставлять свои работы или публиковаться.
Тем не менее отдельные художники продолжали работать в рамках экспрессионизма на протяжении многих десятилетий. Пастозные, резкие, нервные мазки и дисгармоничные, изломанные линии отличают работы крупнейших экспрессионистов Австрии — О. Кокошки и Э. Шиле. В поисках наивысшей эмоциональной выразительности французские художники Жорж Руо и Хаим Сутин резко деформируют фигуры изображаемых. Макс Бекман преподносит сцены богемной жизни в сатирическом ключе с налётом цинизма.
Из числа крупных представителей течения только Кокошка (1886—1980) застал возрождение всеобщего интереса к экспрессионизму в конце 1970-х гг. (см. неоэкспрессионизм).